# Thomas Kostner
Thomas Kostner (Bressanone, 11 aprile 1962) è un allenatore di hockey su ghiaccio ed ex hockeista su ghiaccio italiano.

## Biografia
Da giocatore ha militato per la maggior parte della carriera in massima serie con l'HC Gardena. In seconda serie ha vestito, all'inizio della carriera, la maglia del Renon, e nell'ultima stagione da giocatore, quella del Selva.
Da allenatore è stato impegnato con le nazionali giovanili azzurre, come assistente allenatore prima dell'Italia under 18, poi - dal 2013 al 2018 - dell'Italia under 20. A livello di club la sua prima esperienza da primo allenatore, durata pochi mesi, fu sulla panchina dell'HC Gardena: nell'estate del 2012 subentrò ad Erwin Kostner, ma si dimise il 30 novembre successivo, venendo poi sostituito da Gary Prior. Nel Gherdëina era già stato assistente allenatore di Ron Ivany, assieme a Marco Liberatore, nella stagione 2010-2011, e vi ha poi fatto ritorno nel 2015-2016 come secondo di Henry Thom, venendo confermato nel ruolo anche dopo l'avvicendamento che portò in panchina Ulrich Egen.
L'8 novembre del 2019 venne chiamato sulla panchina del Caldaro, squadra campione in carica di Italian Hockey League (la seconda serie italiana) e Coppa Italia, che si trovava in crisi di risultati. La mancata qualificazione al Master Round e i rapporti tesi con i giocatori portarono al suo esonero nemmeno due mesi dopo, il successivo 30 dicembre.

## Vita privata
Il figlio Diego Kostner è a sua volta un giocatore di hockey su ghiaccio.